# Deborah Jeane Palfrey
Deborah Jeane Palfrey (18 de marzo de 1956 - 1 de mayo de 2008) fue la antigua propietaria de Pamela Martin and Associates, empresa que el gobierno de los Estados Unidos vincula con un servicio de prostitución en el área de Washington D. C.. Fue formalmente acusada de operar un prostíbulo. Se le apodó la Madam del D.C., y se supone que entre su cartera de clientes había muchas personalidades de gobierno en su país. Uno de los funcionarios de mayor rango de USAID, el embajador Randall L. Tobias, renunció tras admitir haber contratado los servicios de Palfrey (aunque según él, el servicio recibido fue exclusivamente de masajes).
Palfrey nació en North Charleroi, Pensilvania pero se crio en Orlando, Florida. Su padre vendía abarrotes. Se licenció del Rollins College en Justicia Criminal, y asistió a la Thomas Jefferson School of Law, pero no se graduó. Al trabajar en un bufete en San Diego, California, se involucró en el negocio de las acompañantes, e impresionada por el volumen de negocios en ese campo, fundó su propia empresa.

## Problemas con la ley
Tuvo antecedentes penales, entre ellos una orden de no acercarse a un exnovio en 1989, y un arresto por prostitución en 1990. Luego de huir a Montana, fue recapturada y llevada a juicio en 1992, pasando 18 meses en la cárcel. Luego de cumplir su condena, y a pesar de haber prometido buscar una profesión distinta, fundó Pamela Martin and Associates. Dicha compañía reclutaba personal abiertamente a través de un periódico universitario de Maryland. Sus edecanes cobraban hasta $300 por hora, y muchas de ellas eran profesionales con título universitario. Palfrey residía en California, y se sospecha que amasó una fortuna de alrededor de 2 millones de dólares en unos 13 años de trabajo.
En octubre de 2006, agentes federales hicieron una redada en su casa tras una investigación que duró 2 años, y en la que participó el Internal Revenue Service (recaudador fiscal de Estados Unidos) y la inspección del Servicio Postal de Estados Unidos. Le congelaron cuentas bancarias con un saldo aproximado de $500,000, y confiscaron documentos que la involucraban en lavado de dinero y prostitución. En abril del 2007 Palfrey fue acusada formalmente ante un tribunal.

## El escándalo de laMadam del D.C.
Palfrey apareció el viernes 4 de mayo de 2007 en el programa 20/20 de la cadena American Broadcasting Company (ABC), como parte de un reportaje de investigación. Palfrey asegura tener entre 10,000 y 15,000 números de teléfonos de sus clientes, por lo cual los abogados de algunos de sus supuestos clientes la contactaron para negociar la posibilidad de mantener las identidades de dichos clientes en secreto. Las filtraciones a la prensa revelaban que una gran cantidad de profesionales y políticos residentes en Washington D. C. habían contratado prostitutas de Palfrey, lo que generó gran escándalo.
Al hallarse gran cantidad de documentos sobre las actividades de prostitución patrocinadas por Palfrey, se exigió la comparecencia ante el tribunal de 13 jóvenes meretrices que trabajaban en su negocio, así como de algunos ex clientes, bajo la promesa de no ser acusados por el tribunal si colaboraban. Un motivo de preocupación adicional para Palfrey fue el temor a que se revelara su lista de clientes y contactos, por el daño que ésta causaría a su reputación, y sobre todo, por el miedo a sufrir represalias. La prensa estadounidense llegó a sostener que el propio vicepresidente Dick Cheney había sido cliente de Palfrey.
A lo largo del 2007 siguieron las audiencias judiciales en las que se revelaban las actividades delictivas de Palfrey y de su entorno. Palfrey sufrió arresto domiciliario. Finalmente, la acusación fiscal del Distrito de Columbia terminó por solicitar para ella una sentencia condenatoria. En medio de la investigación, se suicidó Brandy Britton, una de las prostitutas que trabajaban para Palfrey, debido a la extrema presión mediática.
La sentencia fue emitida el 15 de abril del 2008, condenando a Deborah Palfrey a 55 años de prisión por proxenetismo, extorsión, lavado de dinero y evasión tributaria. No obstante, el 1 de mayo del 2008 Palfrey fue hallada muerta en la casa rodante de su madre, en Florida, determinándose que la causa de su muerte fue un suicidio.